# 2박 3일 (2016년 영화)
"2박 3일"(2nights 3days)은 한국에서 제작된 조은지 감독의 2016년 멜로/로맨스, 드라마 영화이다. 정수지 등이 주연으로 출연하였다.

## 출연
- 정수지
- 송지혁
- 이강녕
- 유창숙
- 박수영
- 정경순